# Ludwig von Nassau-Beverweerd

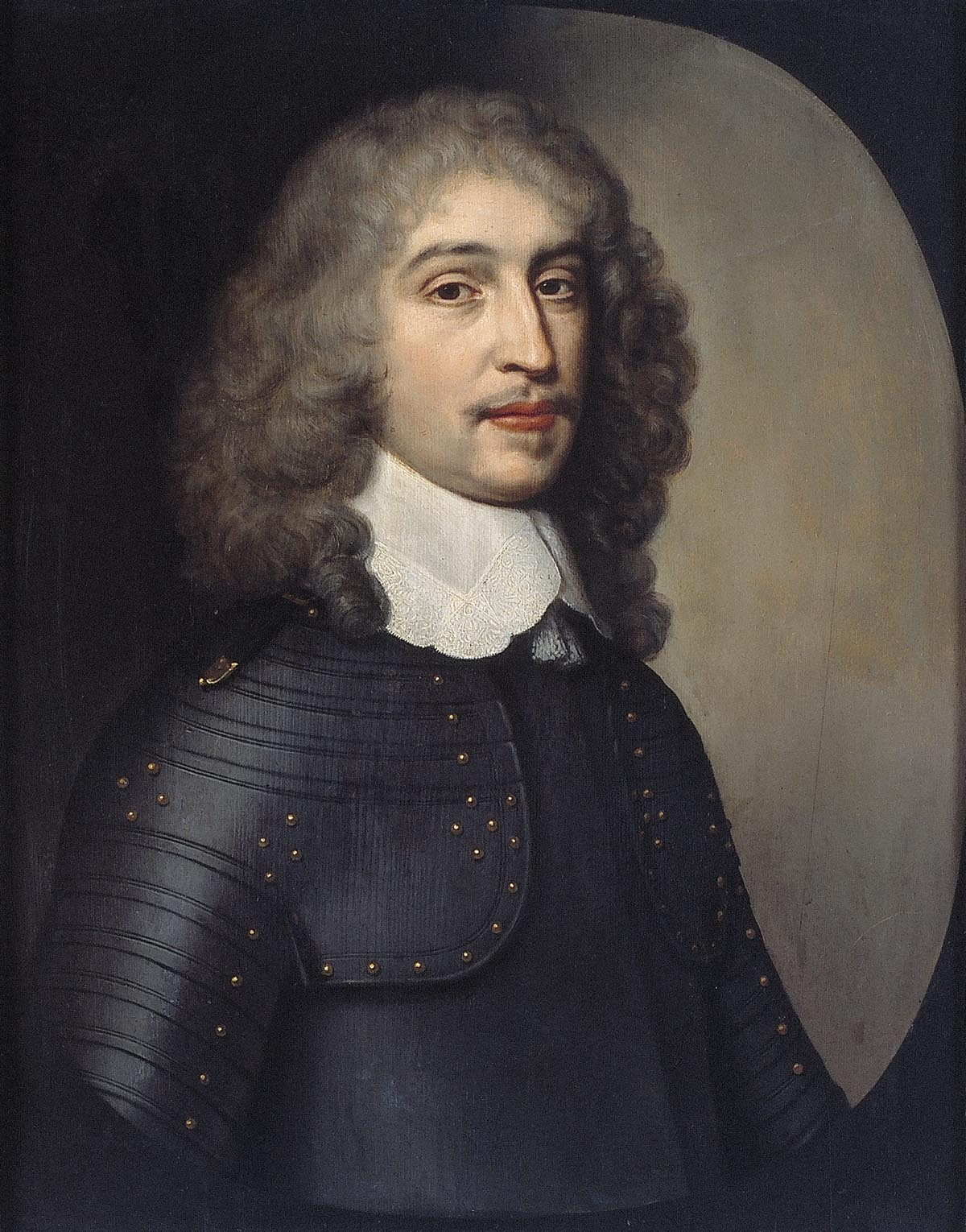
Ludwig von Nassau-Beverweerd

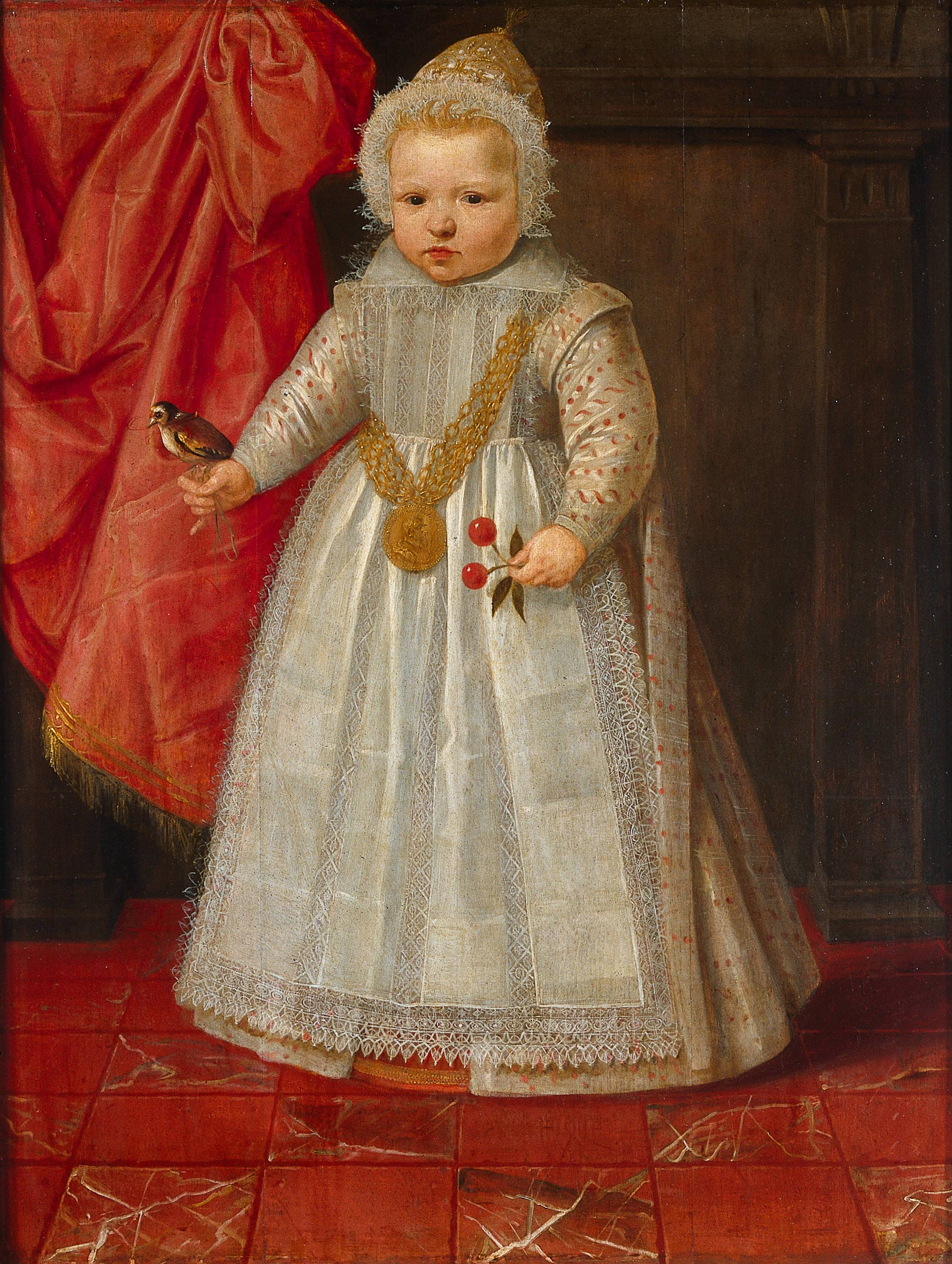
Ludwig von Nassau als Zweijähriger (Daniël van den Queborn)

Ludwig Bastard von Nassau (auch Ludwig von Nassau-Beverweerd, * 1602; † 28. Februar 1665 in Den Haag) war Herr von Beverweerd, Odijk und Lek.

## Leben
Ludwig (niederländisch Lodewijk, genannt Lowys) wurde 1602 geboren als außerehelicher Sohn von Prinz Moritz von Oranien und Margaretha van Mechelen. Er erhielt 1625 von seinem Vater das Haus Beverweerd und die Herrschaft Odijk. 1627 erbte er von seinem Bruder Wilhelm von Nassau-LaLecq die Herrschaft Lek.
Er wurde 1643 Generalmajor und Gouverneur von Bergen op Zoom, 1658 Gouverneur von ’s-Hertogenbosch und 1660 als Vertrauter von Maria Henrietta Stuart Botschafter in London.

## Nachkommen
Ludwig heiratete 1664 Isabella Gräfin von Hornes. Aus der Ehe gingen die folgenden Kinder hervor:
- Moritz Ludwig I. von Nassau-LaLecq
- Wilhelm Adrian I. von Nassau-Odijk
- Elisabeth von Nassau, heiratete Henry Bennet, 1. Earl of Arlington
- Emilia von Nassau, heiratete Thomas Butler, 6. Earl of Ossory
- Mauritia Margaretha von Nassau
- Wilhelmina Anna von Nassau
- Heinrich von Nassau-Ouwerkerk
- Charlotte von Nassau
- Gerhard Anton von Nassau
- Charlotte Philiberte von Nassau